# Tomislav Marijanović
Tomislav Marijanović (* 30. srpna 1981 Split, Jugoslávie) je bývalý chorvatský zápasník–judista.

## Sportovní kariéra
S judem začínál v kroužku na základní škole v rodném Splitu. Jeho domovským klubem je AJK Student. V chorvatské seniorské reprezentaci se pohyboval od roku 2002 v polostřední váze do 81 kg. Zlepšenými výsledky se na mezinárodní scéně začal prezentovat s příchodem trenéra Dragomira Tavry v roce 2006. V roce 2007 mu o jedno vítězství na mistrovství světa unikla přímá kvalifikace na olympijské hry v Pekingu. V olympijském roce 2008 kvalifikaci nepotvrdil. Na své první olympijské hry se kvalifikoval v roce 2012 a nepřešel přes úvodní kolo. Jeho životním turnajem bylo mistrovství Evropy v roce 2013, kde vybojoval druhé místo. Sportovní kariéru ukončil v roce 2015. Věnuje se trenérské práci.

### Vítězství
- 2010 – 1x světový pohár (Rio)

## Výsledky
| Turnaj             | 2000 | 2001             | 2002             | 2003             | 2004             | 2005             | 2006             | 2007             | 2008             | 2009             | 2010             | 2011             | 2012             | 2013             | 2014             | 2015             |
| Turnaj             | 19   | 20               | 21               | 22               | 23               | 24               | 25               | 26               | 27               | 28               | 29               | 30               | 31               | 32               | 33               | 34               |
| Turnaj             |      | polostřední váha | polostřední váha | polostřední váha | polostřední váha | polostřední váha | polostřední váha | polostřední váha | polostřední váha | polostřední váha | polostřední váha | polostřední váha | polostřední váha | polostřední váha | polostřední váha | polostřední váha |
| ------------------ | ---- | ---------------- | ---------------- | ---------------- | ---------------- | ---------------- | ---------------- | ---------------- | ---------------- | ---------------- | ---------------- | ---------------- | ---------------- | ---------------- | ---------------- | ---------------- |
| Olympijské hry     | —    |                  |                  |                  | —                |                  |                  |                  | —                |                  |                  |                  | úč.              |                  |                  |                  |
| Mistrovství světa  |      | —                |                  | —                |                  | úč.              |                  | 7.               |                  | úč.              | úč.              | úč.              |                  | úč.              | úč.              | —                |
| Evropské hry       |      |                  |                  |                  |                  |                  |                  |                  |                  |                  |                  |                  |                  |                  |                  | úč.              |
| Mistrovství Evropy | —    | —                | úč.              | úč.              | úč.              | úč.              | úč.              | úč.              | úč.              | úč.              | úč.              | 5.               | úč.              | 2.               | úč.              | úč.              |
| MS juniorů         | úč.  |                  |                  |                  |                  |                  |                  |                  |                  |                  |                  |                  |                  |                  |                  |                  |
| ME juniorů         | úč.  |                  |                  |                  |                  |                  |                  |                  |                  |                  |                  |                  |                  |                  |                  |                  |